# Pipistrellus raceyi
Pipistrellus raceyi — вид роду нетопирів. Вид тісно пов'язаний з видами Pipistrellus paterculus, Pipistrellus abramus і Pipistrellus endoi зі Східної Азії.

## Середовище проживання
Це ендемік Мадагаскару, в даний час (2006) відомий з чотирьох населених пунктів, нижче 80 м над рівнем моря.

## Зовнішність
Має довге хутро, червонувате зверху і жовто-коричневе знизу. Крила темні і ноги малі, вуха короткі. Довжина передпліччя від 28 до 31,2 мм, довжина хвоста від 22,9 до 30,3 міліметра. Довжина ступнів від 5,3 до 7,5 мм, довжина вух від 7,5 до 10,6 мм у 13 обстежених осіб. Самиці трохи більші за самців. 
| Зубна формула   |
| --------------- |
| I 2 C 1 P 2 M 3 |
| I 3 C 1 P 2 M 3 |

## Загрози та охорона
Хоча ніяких серйозних загроз не задокументовано, вирубка лісів може бути такою.